# Echinostrephus molaris
Espèce
Echinostrephus molaris (parfois appelé « oursin à fins piquants ») est une espèce d'oursins réguliers de la famille des Echinometridae.

## Description

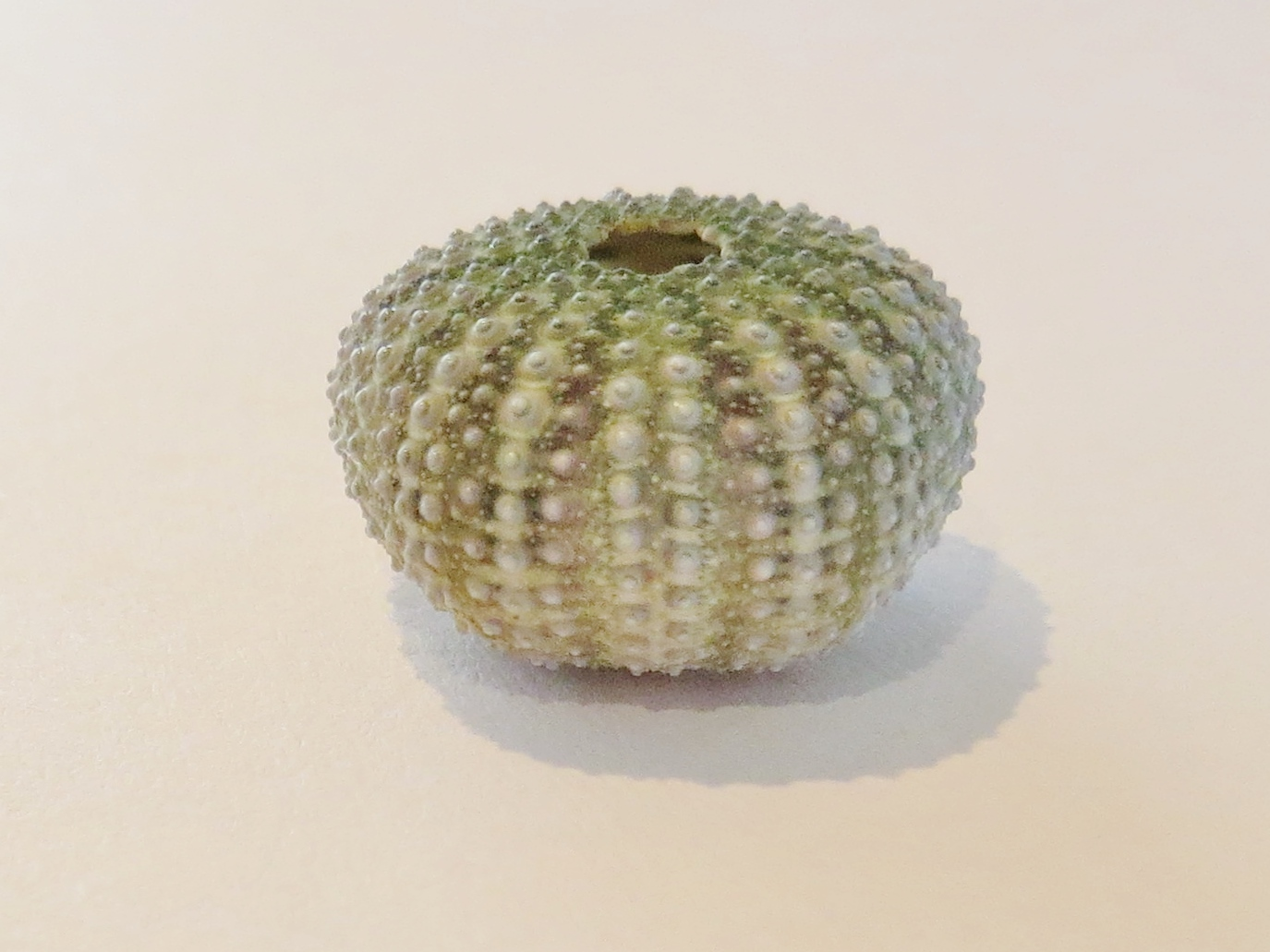
De profil, les tests dEchinostrephus sont très reconnaissables à leur ambitus (équateur) très haut.

Ce sont des oursins réguliers de forme relativement canonique : test (coquille) plus ou moins sphérique, radioles (piquants) fines, pointues et de longueur moyenne, symétrie pentaradiaire reliant la bouche située au centre de la face orale (inférieure) à l'anus situé à l'apex aboral (pôle supérieur).
Le diamètre du test mesure entre 2 et 4 cm, et la couleur des radioles, longues et fines, est très variable : elles sont souvent brun pourpre, mais peuvent tirer sur le violet, le brun, le noir, le gris ou le blanchâtre. Celles de la face orale peuvent également être annelées de brun pourpre sur un fond crème. Le test va du noir au gris clair, la base des radioles formant des ronds souvent très contrastés. Le disque apical est sombre et nu, formant un disque très visible au sommet du test, bien caractéristique du genre (à ne pas confondre cependant avec les papilles anales des Diadematidae).
Cet oursin ressemble énormément à son espèce-sœur Echinostrephus aciculatus, mais ils ne partagent pas la même aire de répartition. Cependant, des recherches génétiques tendent à suggérer que ces deux espèces n'en feraient en réalité qu'une, légèrement polymorphique selon les zones géographiques.

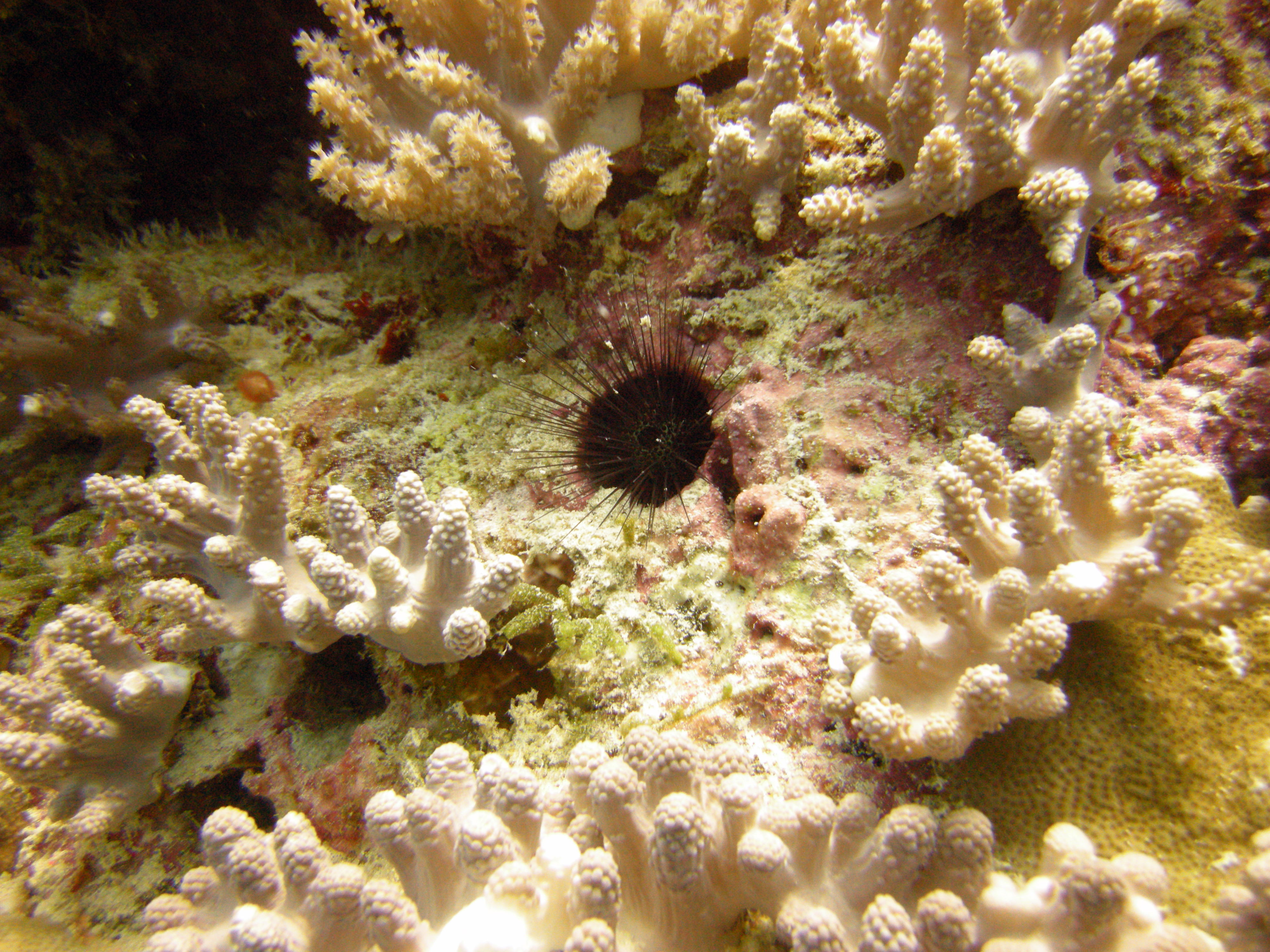
E. molaris à Zanzibar.
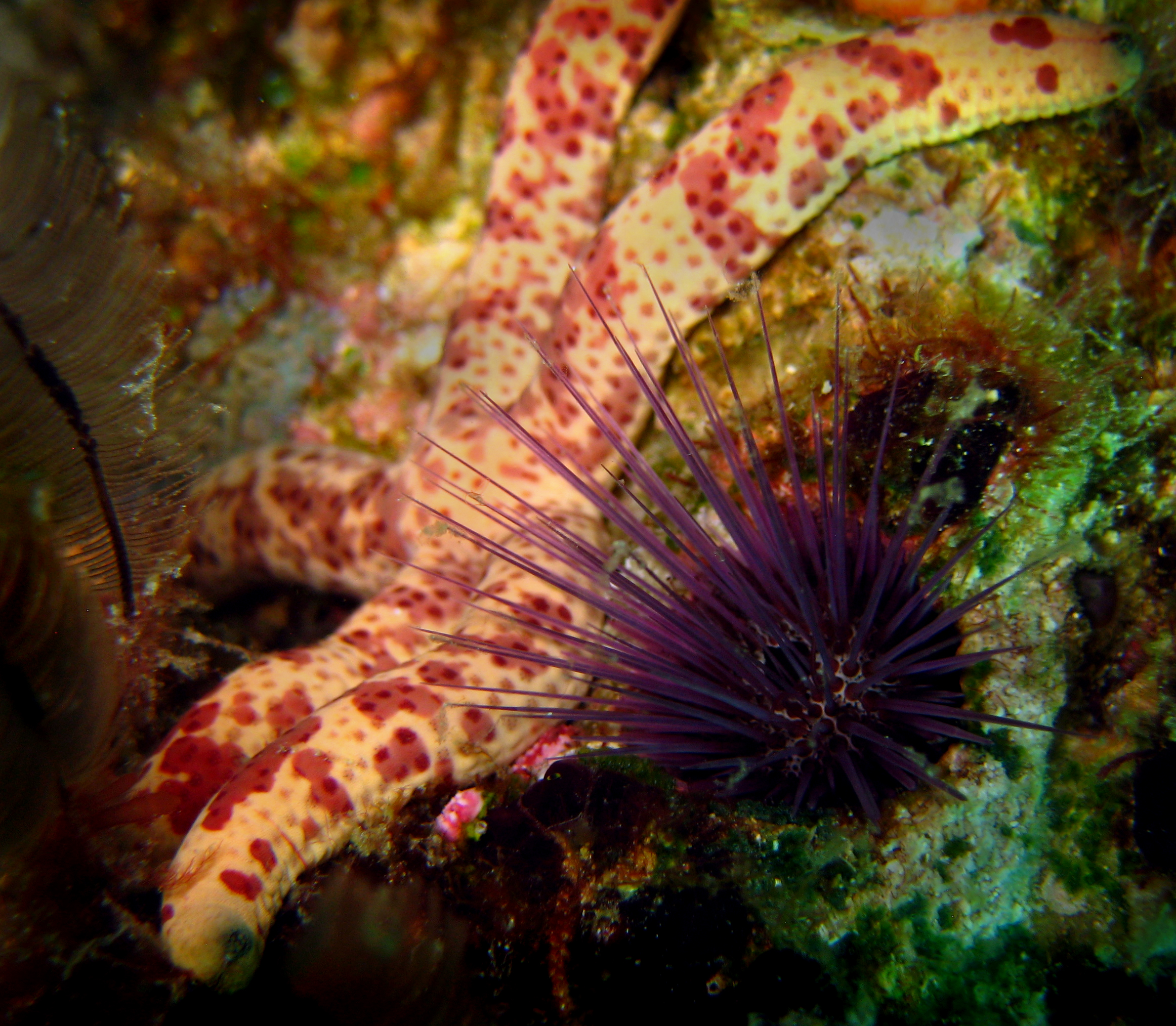
Aux Maldives.
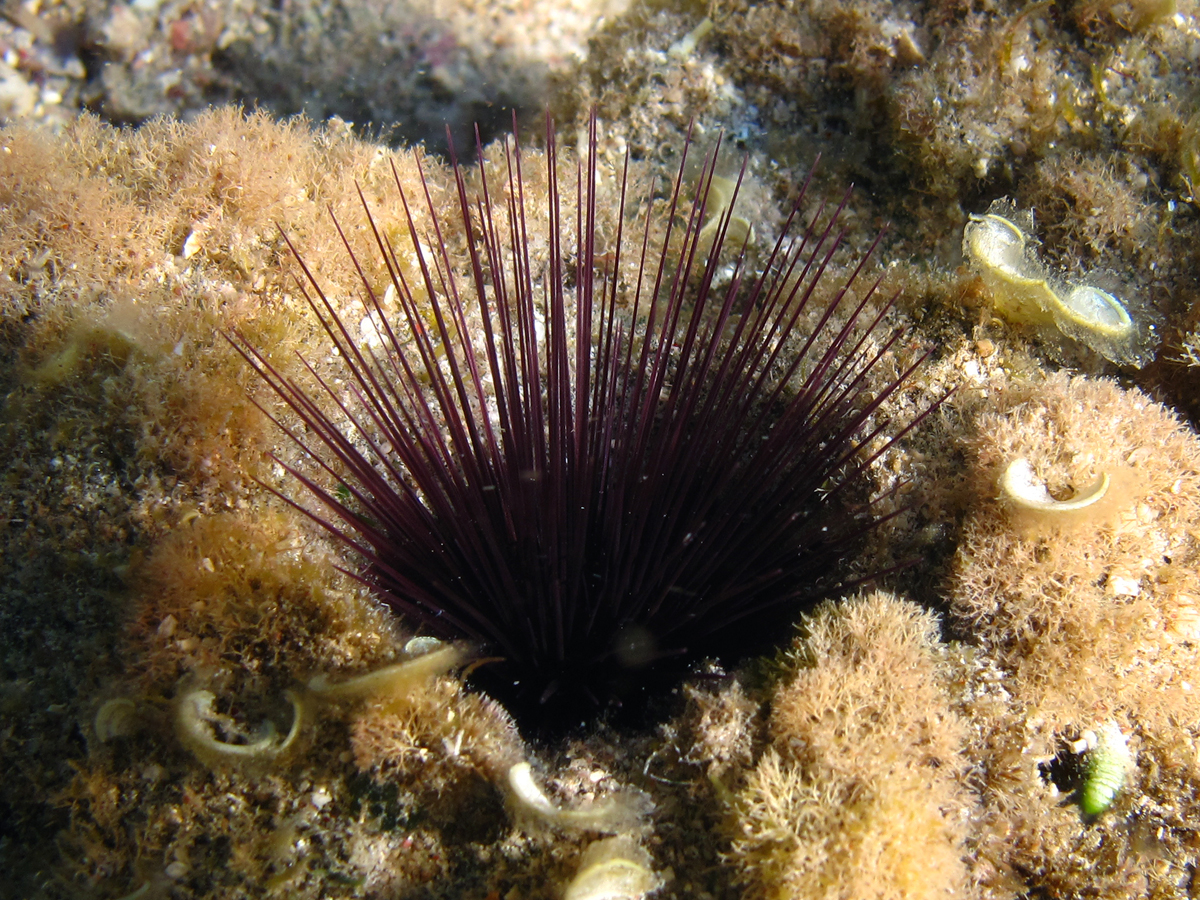
A La Réunion.
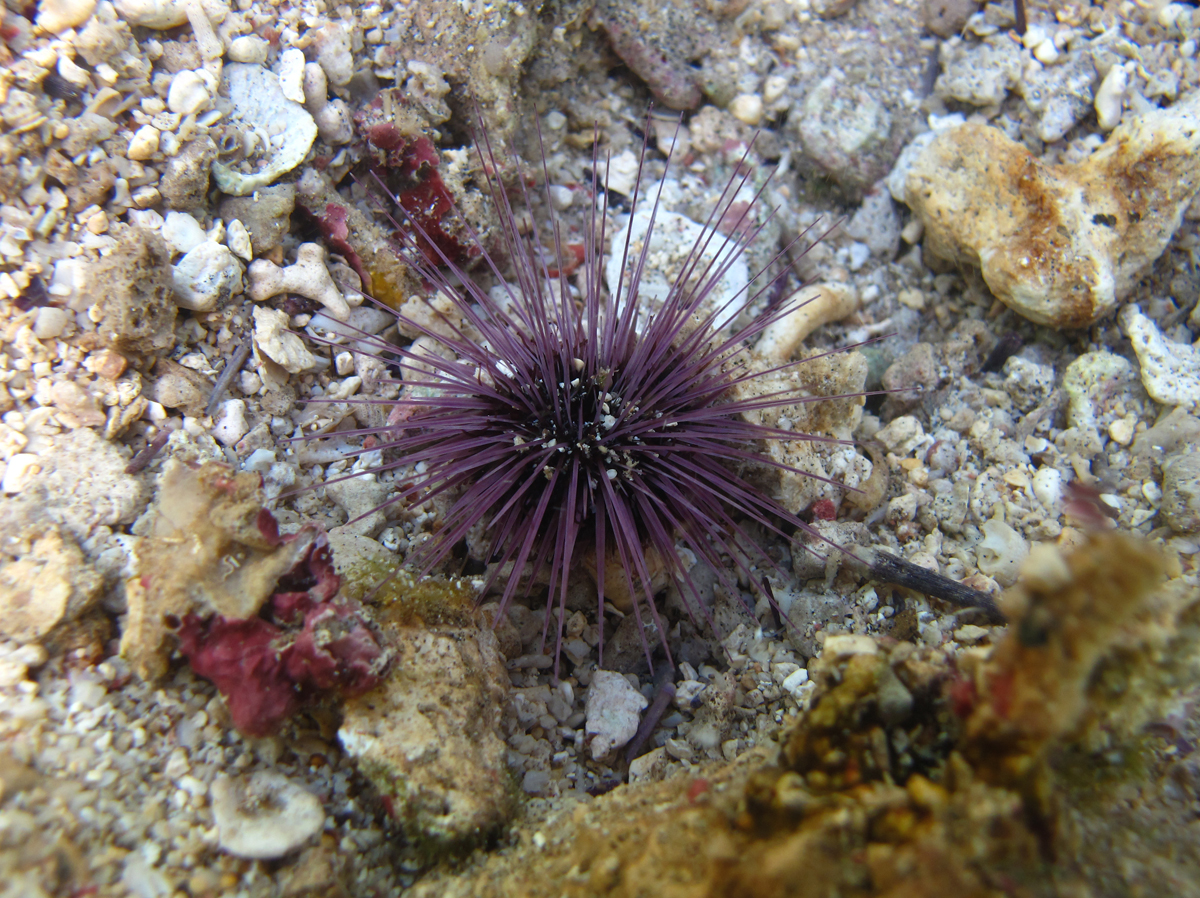
Jeune individu, sorti (artificiellement) de son trou.

## Habitat et répartition
On rencontre cet oursin dans l'ouest de l'Océan Indien (Côte est-africaine, Mascareignes, Madagascar, Mer Rouge...), et en sympatrie progressive avec son espèce-sœur Echinostrephus aciculatus dans la région indonésienne et jusqu'au Japon.
On le trouve entre 3 et 15 m de profondeur (parfois jusqu'à 50 m), principalement dans les récifs de corail.

## Écologie et comportement
Ce sont des oursins perforants, qui se creusent des logettes dans la roche, où ils passent la journée dissimulés. Ils ne s'en éloignent que la nuit pour trouver de la nourriture, mais ils peuvent aussi se contenter de ce qui tombe dans leur retraite.
Du fait de son mode de vie, il est fréquent que les baigneurs se fassent piquer par cet oursin en marchant ou s'appuyant sur les rochers. La piqûre est douloureuse, mais pas venimeuse ; elle doit cependant être désinfectée.

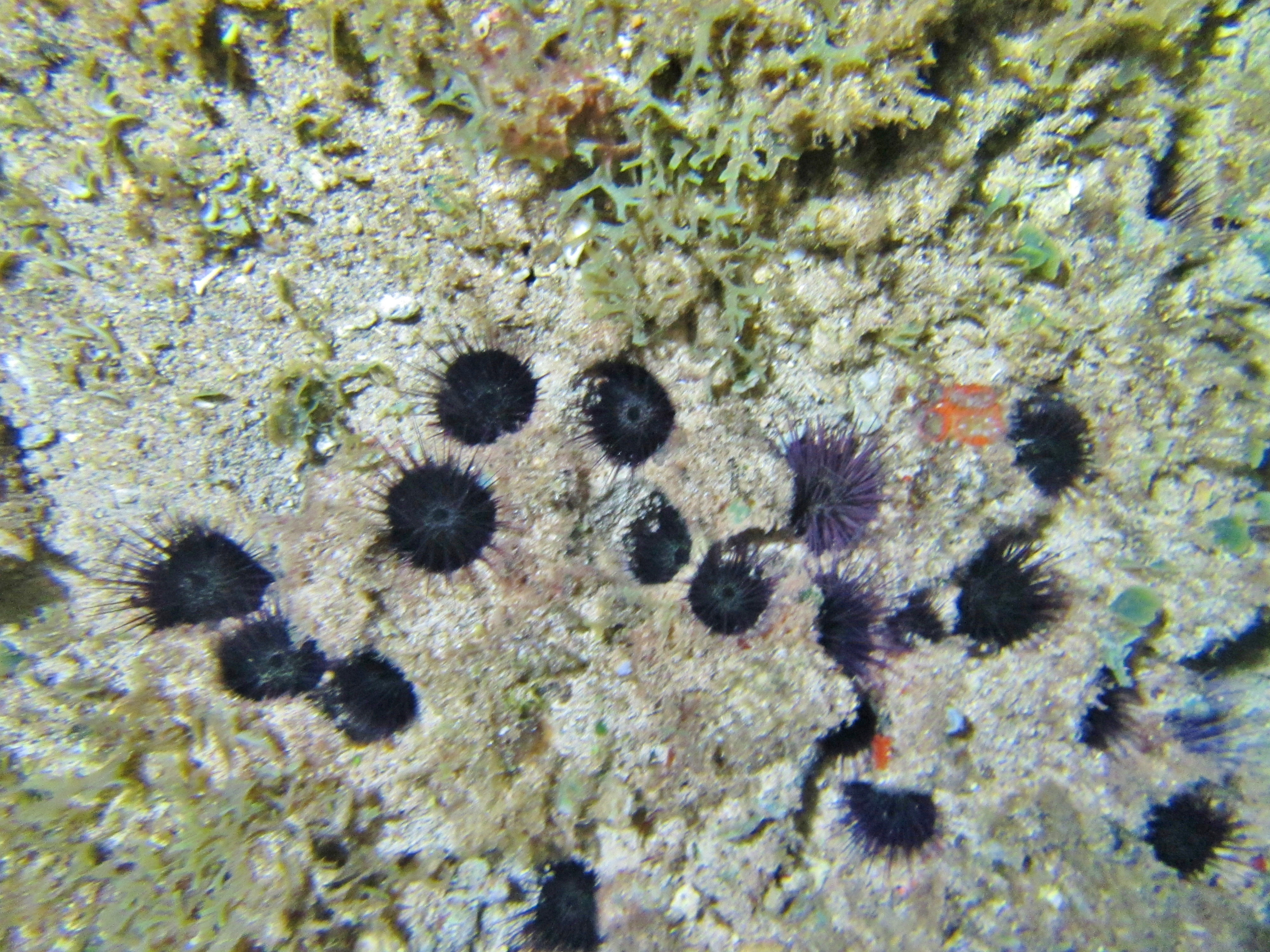
Colonie dEchinostrephus à Mayotte. Ces oursins peuvent être assez abondants localement, et participer activement à l'érosion des roches calcaires.